# Ubú rey

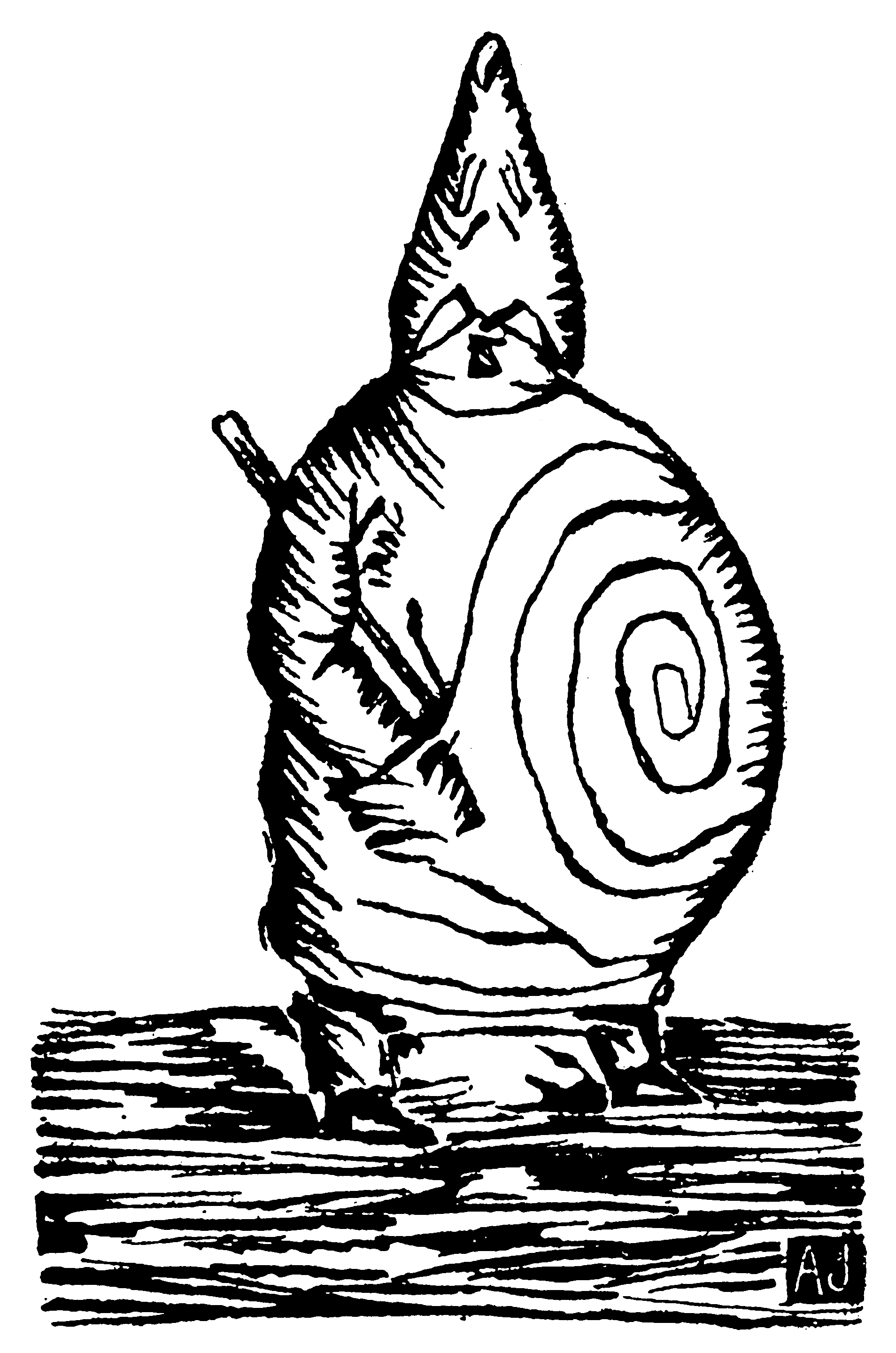
Retrato del Padre Ubú, por Alfred Jarry.

Ubú rey (Ubu roi) es una obra teatral del autor francés Alfred Jarry estrenada el 10 de diciembre de 1896 en el Théâtre de L'Oeuvre, París. A partir de este estreno, el teatro experimentó cambios definitivos, rompiendo así con una fuerte tradición al renovar tanto la escritura dramática como los conceptos de puesta en escena, desde la iluminación, vestuarios, utilización de máscaras, gestualidad actoral, etc. Esto convirtió a Alfred Jarry en uno de los precursores más importantes del surrealismo, del dadaísmo y del teatro del absurdo.
La exclamación «¡MERDRE!» da comienzo a la obra, dejando al descubierto el personaje de Ubú, una representación de lo grotesco y humanamente innoble del poder político y el gobierno. Este personaje genera la creación de tres obras más: Ubú en la colina (que es un resumen de Ubú rey, adaptado para llevarlo a un acto de marionetas), Ubú cornudo y Ubú encadenado.

## Trama
El capitán del ejército polaco Ubú, exrey de Aragón y gran doctor en patafísica, instigado por su mujer, decide derrocar al rey de Polonia Venceslao, con la ayuda del capitán Bordura y su ejército, instalando una terrible tiranía. Pelelao, hijo del antiguo rey, logra escapar de la matanza de su familia, acudiendo al apoyo del zar de Rusia, quien le concede el control de un ejército para poder recuperar su corona. Mientras, Ubú rey sube los impuestos a cifras inconcebibles, castigando a pequeños y grandes comerciantes y haciendo constante uso corrupto de su poder. Una vez que el príncipe Pelelao llega con su ejército, Ubú deja Polonia en las manos de su mujer y parte a la guerra, donde es derrotado. Perseguido luego del desastre, se encuentra por azar con su esposa y juntos escapan de Polonia en barco, gracias a la ayuda de alguno de sus fieles.

## Personajes
- Papa Ubú

- Madre Ubú
- Capitán Bordura[2]
- El rey Venceslao
- La reina Rosamunda
- Boleslao (hijo del rey)
- Ladislao (hijo del rey)
- Pelelao[3] (hijo del rey)
- El general Lascy
- Estanislao
- Juan Sobieski
- Nicolás Rensky
- El emperador Alexis
- Jirón (palotín)
- Pila (palotín)
- Cotiza (palotín)
- Miguel Federovitch

## Personaje de Ubú
En Ubú rey, se presenta por primera vez este personaje emblemático de la obra de Alfred Jarry, dejando en desvelo la sublimación de la tiranía y ambición sin límites, en un personaje cruel y cobarde. El desarrollo de la historia y las características de Ubú dejan en evidencia una satírica parodia de la obra Macbeth de William Shakespeare. El personaje se referiría a un jesuita, profesor en el colegio religioso de enseñanza secundaria al que asistía Alfred Jarry, y que habría generado el enfado del autor.
Con esto, el personaje de Ubú, caricaturesco y ostentoso en todas sus dimensiones físicas, dejando al descubierto la espiral en su panza (símbolo de su absoluto egocentrismo), se convierte en el personaje medular de la obra de Alfred Jarry.

## Estreno
Ubú rey fue estrenada en París el 10 de diciembre de 1896, con un gran escándalo. Su estreno se interrumpió varias veces por los abucheos de los ofendidos y los vítores de los vanguardistas. En su momento sólo se representó dos veces.